# Local de les Filles de Maria
El Local de les Filles de Maria és una obra de Sant Joan Despí (Baix Llobregat) inclosa a l'Inventari del Patrimoni Arquitectònic de Catalunya.

## Descripció
Local de nau única i planta rectangular. Dissenyat com a cobert, té un pati lateral dret que s'estén al darrere de l'edifici. Té dues portes d'accés frontal. La façana està rematada per una línia rectangular que vol acabar en una mena de volutes. Coberta a dues vessants. És al costat mateix de la casa feta pel mateix arquitecte i possiblement fou ideat annex a la casa.

## Història
Local annex a la parròquia i que fa les funcions de centre d'esplai quan s'hi escau. Quan l'església parroquial fou en obres de restauració (1939-1943), aquest local feu les funcions de serveis religiosos.
Peticionària de la llicència municipal d'obres, Engràcia Viñas, Vds. de Balet, domiciliada al carrer de Bruc núm. 25, pral. de Barcelona en el moment de la sol·licitud. La concessió li fou atorgada en data 23/8/1916. La petició fou presentada el dia 19/6/1916.